# Meristem
Meristem ali meristematsko (meristemsko) tkivo je tkivni tip, ki ga najdemo v rastlinah. Ponekod meristem označujejo tudi z izrazi embrionalno tkivo, tvorno tkivo in zarodno tkivo, saj je osnova za nastanek diferenciranih rastlinskih tkiv. Sestavljajo ga nediferencirane celice s sposobnostjo celične delitve, ki jih imenujemo meristematske celice. Take celice se lahko preobrazijo v vsa ostala tkiva ali organe, ki se pojavljajo v rastlinah. Zanje je značilno, da se delijo, dokler se ne diferencirajo in hkrati izgubijo sposobnost izvedbe celičnega cikla. Meristematska tkiva so izredne pomembnosti, kar je razvidno iz dejstva, da so rastline občutljive na vsakršne poškodbe meristemov.
Za diferencirane rastlinske celice načeloma velja, da se več ne morejo deliti in proizvajati celic drugačnih tkivnih tipov, četudi je danes znano, da so vse rastlinske celice potencialno totipotentne (totipotentnost je sposobnost razvoja v druge celične tipe), saj je diferenciacija tesno povezana z izbirnim izražanjem genov. Meristematske celice so torej celice, katerih glavna naloga je izvajanje celične delitve, in za katere je značilna nediferenciranost ter hkrati totipotentnost. Delitev meristemov je ključna za rast in diferenciacijo ostalih rastlinskih tkiv, obenem je nujna za tvorbo novih organov in ohranjanje običajne strukture rastlinskega osebka.
Običajno se meristeme deli na tri tipe, ki se med seboj razlikujejo po svoji legi: apikalni (vršni), interkalarni (na sredini) in lateralni (obstranski) meristem. Druga klasifikacija temelji na času nastanka meristematskih celic; pri primarnih meristemih celice izvirajo neposredno iz embria in cel čas ohranjajo svojo totipotentnost, medtem ko so se sekundarni meristemi razvili kasneje v razvoju iz že diferenciranih celic, ki so običajno parenhimatskega izvora.

## Zgodovina
Izraz meristem je leta 1858 prvič uporabil švicarski botanik Carl Wilhelm von Nägeli v svoji knjigi Beiträge zur Wissenschaftlichen Botanik. Beseda izvira iz grškega termina merizein (μερίζειν), ki pomeni, deliti se, kar se navezuje na glavno funkcijo meristematskih tkiv.

## Celice meristemov
Celice so navadno majhne, z majhnimi vakuolami (ali celo brez) in protoplazmo, ki zaseda večino celičnega volumna. Tudi plastidi so nediferencirani in se nahajajo v obliki tako imenovanih proplastidov, plastidov, iz katerih se lahko razvijejo vsi plastidni tipi. Jedro je veliko in zaseda okoli 50% celičnega volumna, številni so tudi mitohondriji, ki jim pripada do 12% celične prostornine. Meristemi sestojijo iz celic, ki so tesno medsebojno povezane, odsotni pa so medcelični prostori (intercelulariji). Celična stena je primarna in tanka, s tem pa omogoča hitro rast in širitev. Tipična meristematska celica ima stranice celične stene dolge od 10 do 20 mikrometrov.

## Značilnosti meristemov

### Primarni in apikalni meristemi
Za primarne meristeme je značilno, da izvirajo neposredno iz zigote, ki je nastala z združitvijo moške spolne celice pelodnega zrna (pri kritosemenkah) in ženske jajčne celice. Načeloma lahko imajo tovrstni meristemi svoj izvor tudi v spori (trosu), iz katere se nato razvije sporofit. Ob razvoju rastline se večina celic diferencira, meristematske pa ostanejo nediferencirane in ohranijo svoje delitvene sposobnosti. Območja takšnih celic so denimo v rastnih vršičkih stebel in korenin, ki svojim organov dovoljujejo nadaljnjo rast.

#### Stebelni rastni vršiček
Ta tip vršička pogosto poimenujemo tudi kot rastni vršiček poganjka in rastni vršiček stebla. Na rastnem vršičku stebla ločimo dve glavni plasti meristematskih celic; zunanji sloj se imenuje tunika (lat. tunica), notranjost pa gradijo totipotentne celice, ki jih označujemo z izrazom korpus (lat. corpus). Pomembnejše območje rastnega vršička predstavljajo celice incialke (inicialne celice), med katerimi razločujemo incialke tunike in incialke korpusa. Kot že samo ime pove, so inicialne celice tiste, ki predstavljajo začetni člen celičnih delitev.
Tuniko in korpus med seboj razlikujemo zaradi njune funkcije, saj je korpus osnova za razvoj elementov rastlinskih žil in parenhimatskih tkiv, medtem ko iz tunike izvirajo epiderm in oporna tkiva. Pri tuniki prepoznamo skrajno zunanjo plast, ki se imenuje dermatogen (tudi protoderm), iz nje pa izvirajo krovna (epidermalna) tkiva. Iz tunike se hkrati razvijejo zasnove listov, ki so na pogled izbokline, nastale zaradi vzporednih celičnih delitev, saj je za tuniko značilno, da se njene celice delijo le antiklino (tip celične delitve, pri kateri je delitvena ravnina pravokotna na površino organa). Rastlinske žile so posledica delovanja še ene korpusove strukture na stebelnem rastnem vršičku, ki se imenuje prokambialni meristematski obroč. Ta pa poleg prevajalnih elementov tvori tudi primarne strženove trakove, ki jih gradijo parenhimatske celice.
Stebelni rastni vršički lahko med posameznimi rastlinami precej variirajo; tako imajo večina enokaličnic in nekatere golosemenke enoplastno tuniko, za dvokaličnice je značilna dvoslojna, pri posameznih družinah (na primer nebinovkah, Asteraceae, in smrečičevkah, Hippuridaceae) so našli celo večplastne tunike.

#### Koreninski rastni vršiček
Zanj se uporablja tudi izraz rastni vršiček korenine. Zgrajen je iz treh slojevitih plasti, ki jih imenujemo dermatogen (protoderm), periblem in pleron. Dermatogen in periblem sta zunanja sloja, pri čemer je dermatogen najskrajnejša plast, in predstavljata vzporednico tuniki stebelnega rastnega vršička. Plerom lahko primerjamo s korpusom, saj prav tako tvori notranji del vršička.
Tudi na koreninskem rastnem vršičku najdemo incialke (inicialne celice); pri dvokaličnicah prepoznamo inicialke dermatogena, incialke peiblema in incialke pleroma, medtem ko so pri enokaličnicah inicialke periblemu in dermatogenu skupne, plerom pa ima svoje incialne celice.
Dermatogen gradi en sloj celic, ki dajejo osnovo za nastanek primarnih krovnih tkiv (koreninskega epiderma, ki ga imenujemo rizoderm).  Primarna skorja, zgrajena iz parenhimatskih celic, nastane iz večplastnega periblema. Notranji sloj koreninskega rastnega vršička, plerom, sestavljajo celice, iz katerih se razvije centralni cilinder (osrednji del, ki ga gradijo rastlinske žile in parenhimatske celice).
Rastni vršiček korenine ob prodiranju skozi prst ščiti več plasti kratkoživih celic, ki zaradi ekoloških dejavnikov nenehno propadajo. To strukturo imenujemo koreninska čepica ali kaliptra. Koreninsko čepico oblikuje koreninski rastni vršiček. Kaliptra golosemenk je posledica delovanja periblema, dvokaličnice imajo koreninsko čepico, ki izvira iz apikalnega (vršnega) dermatogena, enokaličnice pa svojo kaliptro tvorijo s pomočjo avtonomnega meristema, ki se imenuje kaliptrogen, nahaja pa se na zunanji strani dermatogena.

### Sekundarni in lateralni meristemi
Pogosto imenovani tudi lateralni meristemi, saj obkrožajo že razvito steblo in povzročajo rast v debelino. Sekundarni meristem je tip meristematskega tkiva, ki ga od primarnega ločimo po času nastanka (ali začetka delovanja) meristematskih celic. Za sekundarne meristeme velja, da vselej začnejo delovati kasneje v življenjskem razvoju rastlinskega osebka. Pri teh meristemih se celice ostalih tkiv (večinoma parenhimatskih) dediferencirajo in na tak način tvorijo sekundarni meristem. Pogosto tkiva tega tipa imenujemo kambialna tkiva (mednje spadata denimo plutni kambij ali felogen, ki je meristem periderma, sekundarnega krovnega tkiva in medžilni kambij, ki igra ključno vlogo pri sekundarni debelitvi rastlin). Kambij navadno sestoji iz ene plasti ploščatih celic, ki nosijo ime incialke (inicialne celice). Žilni kambij, ki se nahaja v notranjosti nedovršenih kolateralnih žil pri dvokaličnicah, ne spada med sekundarne meristeme, saj je eden izmed mnogih primarnih.

### Interkalarni meristemi
Ta tip meristemov se najpogosteje pojavlja pri enokaličnicah travah (družina Poaceae) in preslicah (rod Equisetum). Nahaja se na steblu, kjer so posebne regije interkalarnih meristemov (na območju internodija ali členka v neposredni bližini gornjega dela nodija ali kolenca). Gre za meristem, ki ima svoj izvor v apikalnih meristemih, saj predstavlja celice, ki se niso diferencirale, ampak so ohranile svojo delitveno sposobnost, da bi kasneje v razvoju služile rasti. Ker gre za čakajoče celice, ki so ostale nediferencirane in se nahajajo med diferenciranimi celicami ostalih tkiv, se interkalarne meristeme označuje tudi kot zaostale meristeme. Interkalarni meristemi služijo višanju rastline, saj meristematske celice s svojimi delitvami podaljšujejo stebelne internodije. Poleg tega so ti meristemi osnova za nastanek listnih pecljev, ki izraščajo iz območja nad nodiji.

## Posebni meristemi

### Zaostali meristemi in meristemoidi
Zaostali meristemi so meristematska tkiva, katerih celice izvirajo iz apikalnega meristema, so ostale nediferencirane in se nahajajo med že diferenciranimi celicami drugih tkiv. Mednje uvrščamo interkalarne meristeme, žilni kambij in druge. Meristemoidi so podobni zaostalim meristemom, a jih za razliko od teh sestavlja manjše število celic (tudi zgolj posamezne celice). Velikokrat izvirajo iz ene celice, ki se razdeli neenakomerno, pri čemer celica z več citoplazme predstavlja zasnovo za meristemoid. Bolj znani meristemoidi so cvetne listne zasnove, zarodne celice listnih rež, žlez in trihomov (laskov).

### Ranitveni meristemi
Ta tip se pogosto imenuje tudi travmatski, nadomestni ali travmatični meristem. Že njegovo ime kaže na funkcijo, ki je tesno povezana z odgovorom rastline na poškodbe tkiv in organov. Mesto poškodbe kmalu zarastejo nediferencirane parenhimatske celice, ki se nahajajo v neposredni bližini rane. Nova tvorba se imenuje kalus in omogoča razvoj vseh ostalih tkivnih tipov. Kalus lahko teoretično nastane iz različnih tipov celic, a je pogosto rezultat raznih kambialnih tkiv (denimo felogena ali plutnega kambija in kambija). Kalus sestavljajo številne neenakomerno razporejene celice, ki variirajo v velikosti, imajo majhne vakuole, razmeroma velika celična jedra in nekoliko debelejše celične stene, ki pa so primarne po nastanku. Najhitreje kalusi nastajajo na steblu in koreninah.
Princip ranitvenih meristemov je ključen pri sadjarstvu in drugih panogah vzgoje rastlin, saj kalus nastaja tudi pri cepljenju in omogoča spojitev cepljenega dela (cepiča) z želeno podlago. Cepitev je eden izmed načinov nespolnega razmnoževanja rastlin, ki vzpodbudi rast korenin ali poganjkov (stebla) iz sekundarnih meristemov. Kalus se sproža tudi pri tehnikah tkivnih kultur s pomočjo hormonov (avksinov in citokininov).

## Meristemi in pojav apikalne dominance
Glavni članek: Apikalna dominanca
Apikalna dominanca je fenomen, kjer glavni poganjek (oziroma apikalni meristem v glavnem poganjku) dominira in obenem zavira rast ostalih poganjkov. Pri rastlinah, kjer je ta pojav izrazit, se ob izgubi glavnega poganjka razrastejo stranski. Glavni poganjki proizvajajo zaviralni hormon avksin, ki se po prevajalnih tkivih transportira navzdol do drugih tkiv in začne zavirati rast stranskih meristemov. Ta hormon sicer zaradi svojih kemijskih lastnosti ne more vstopiti v same poganjke, a zato deluje preko posrednikov. Dodaten inhibitorni dejavnik, ki preprečuje rast stranskih poganjkov, je privzem sladkorjev, ki je največji na mestu glavnega poganjka, kar pomeni, da stranski dobijo le malo hranil.
Dober primer apikalne dominance so rastlinske grmovne vrste, ki se jih uporablja kot živo mejo za omejevanje posesti. Ko se vrhove grmov reže, se že po nekaj dneh vidi, da rastlina začne rasti predvsem v širino in podaljšuje stranske veje, saj so začeli prevladovati meristemi v stranskih poganjkih.

## Vloga meristemov v tkivnih kulturah
Rastlinski meristemi so neprecenljivi v laboratorijskih tehnikah, ki se ukvarjajo s tkivnimi kulturami (kulturah posameznih tkiv in vitro, ki se vzgajajo iz izoliranih delcev rastline). Posebnost rastlinskih celic, na kateri temeljijo tkivne kulture, so delitvene sposobnosti, ki večini celic dajejo potencial za dediferenciacijo in diferenciacijo v razne tkivne tipe. S pomočjo te lastnosti lahko iz nekaterih izrezanih skupkov celic ob ustreznih pogojih (ob prisotnosti primernih abiotskih dejavnikov in zadostni količini hranil ter hormonov) vzgojimo celo rastlino. Tkivne kulture se goji na hranilni podlagi, ki vsebuje agar z raznimi makro- in mikroelementi (tako esencialnimi kot neesencialnimi), ogljikovimi hidrati, vitamini, različnimi rastlinskimi hormoni (avksini, giberelini itd). in drugimi. Po določenem času se rastline prenese na substrat, ki omogoča zakoreninjenje.
Dodatna prednost tkivnih kultur je možnost nenehne regulacije, saj v laboratorijih redko prihaja do kontaminacije s patogenimi klicami, te pa je ob morebitni okužbi s pomočjo različnih kemičnih sredstev možno razmeroma lahko odstraniti. Prednost je tudi izrazita varčnost, saj se rastlinam dovaja zgolj nujna hranila v primernih količinah in je zato odpada manj. Tkivne kulture so razširjene v raziskovalnih laboratorijih, farmacevtski industriji, nekaterih industrijskih rastlinjakih, pogosto pa se uporabljajo pri varstveni biologiji ogroženih rastlin in njihovi reintroduciji v naravo.